# Kerry Livgren
Kerry Allen Livgren, född 18 september 1949 i Topeka, Kansas, är en amerikansk musiker och låtskrivare som är mest känd för att ha varit en av grundarna och låtskrivarna till rockbandet Kansas.